# Assassin's Creed: Embers
 (avril 2020).
Si vous disposez d'ouvrages ou d'articles de référence ou si vous connaissez des sites web de qualité traitant du thème abordé ici, merci de compléter l'article en donnant les références utiles à sa vérifiabilité et en les liant à la section « Notes et références ».
Pour plus de détails, voir Fiche technique et Distribution.
Assassin's Creed: Embers est un court-métrage d'animation québécois réalisé en 2011, produit par le développeur de jeux vidéo Ubisoft, puis édité par Ubisoft et dont l'intrigue se déroule dans l'univers de la série de jeux vidéo Assassin's Creed. Le court métrage se déroule 12 ans après la fin de l'histoire du jeu vidéo Assassin's Creed: Revelations dans une ferme isolée proche de Florence, et raconte la fin de la vie d'Ezio Auditore avec Sofia Sartor.

## Synopsis
En 1524, Ezio Auditore s'est retiré dans une villa dans les environs de Florence, loin de son passé de Maître Assassin. Il partage son quotidien entre l'écriture de ses mémoires avec sa femme, Sofia Sartor, une jeune libraire rencontrée à Constantinople, et la culture de la vigne. Cependant, une femme Assassin, Shao Jun, venue de l'Asie fait appel à la sagesse du maître, son ordre étant en danger dans son pays. Ezio refuse catégoriquement, sous prétexte que cette partie de sa vie est derrière lui. Cependant, lors d'un tour à Florence, Ezio raconte à Shao Jun où son père et ses frères ont été condamnés à mort et comme il se réjouit que l'atmosphère de l'endroit ait changé. Sur le chemin du retour, ils se font attaquer, dans une ruelle, par un homme à la solde de l'empereur chinois avant de prendre la fuite. Une fois rentré, Ezio envoie Sofia et ses enfants, Marcello et Flavia, chez Machiavellì afin de les protéger d'éventuelles représailles. La nuit venue, Ezio explique les motivations que Shao Jun doit avoir afin de rétablir son ordre et celles qu'elle doit éviter, en se fiant à son expérience avec les Borgia. Juste après, ils se font attaquer par d'autres mercenaires qui sont finalement vaincus.
Le lendemain, avant son départ, Jun reçoit d'Ezio une boite qu'il lui dit d'ouvrir seulement si elle est désespérée, puis, elle part quand des gardes florentins arrivent au sujet de l'affrontement de la veille. Plus tard, Ezio finit d'écrire sa lettre, destinée à Sofia sur son expérience de la vie, avant que cette dernière lui demande s'il veut l'accompagner à Florence avec ses enfants pour une course. Une fois en ville, Ezio, épuisé, s'assoit sur un banc, sous la recommandation de Sofia, le temps qu'elle fasse ses courses. Un peu après, un jeune homme s'assoie près du sexagénaire, reprochant à Florence certains points, Ezio lui répondant que ce n'est peut-être pas Florence le problème. Lors d'une crise de toux, le jeune homme lui prend la main et lui dit de se reposer avant de s'en aller. Dans un ultime souffle, Ezio regarde sa famille, avant de mourir, devant ces derniers et les citoyens aux alentours, à l'âge de 65 ans.

## Fiche technique
- Réalisation : Patrick Plourde, Stéphane Baudet
- Scénariste : Darby McDevitt
- rapporté par : Roger Craig Smith
- acteur : Roger Craig Smith, Angela Galuppo, Anna Tuveri, Peter Arpesella
- Musique : Jesper Kyd
- Modification par : le studio UbiWorkshop
- Distribué par : Ubisoft Montréal
- Date de sortie : 15 novembre 2011
- Durée : 21:22
- Pays : Canada